# Фоздондо (Ређо Емилија)
Фоздондо је насеље у Италији у округу Ређо Емилија, региону Емилија-Ромања.
Према процени из 2011. у насељу је живело 785 становника. Насеље се налази на надморској висини од 32 м.